# 羽田運動場

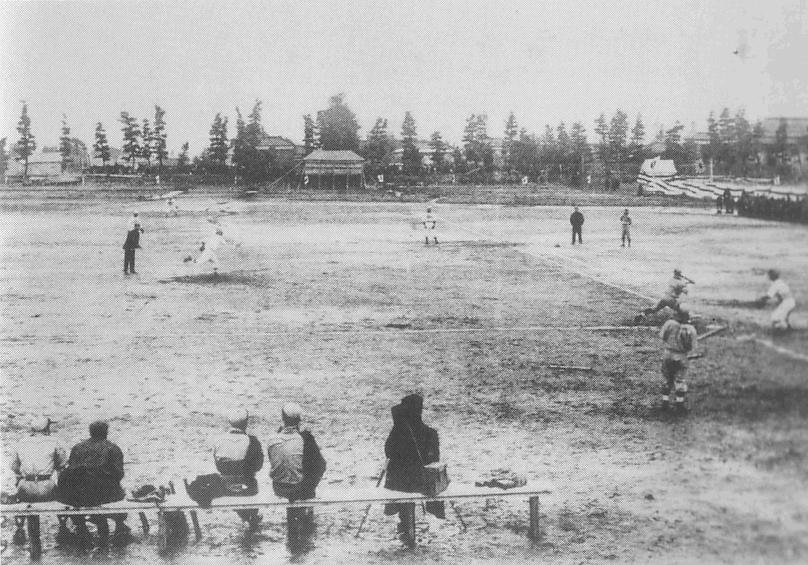
羽田球場での野球風景

羽田運動場（はねだうんどうじょう）は、 東京府東京市蒲田区羽田町鈴木新田（現在の東京都大田区羽田空港）にかつて存在した総合運動場。野球場、テニスコート、陸上競技用トラックの他、遊園地なども設けられていた。
経営は京浜電気鉄道（現・京浜急行電鉄）で、後の宝塚球場や阪神甲子園球場などに連なる、鉄道会社経営による運動場の先駆的な例であった。京浜電鉄穴守線の穴守駅が最寄り駅だった。

## 歴史
1909年（明治42年）3月、羽田沖合の干拓地に当時京浜電気鉄道が所有していた6万坪の土地のうちの1万坪を使用して建設された。当初建設されたのは、野球場（羽田球場）とテニスコートであった。羽田球場は、左右両翼に数千人を収容できる木造スタンドがあり、さらにクラブハウスも付属しているという、当時としては国内で最も設備が充実している球場の一つであった。
建設のきっかけとなったのは、大の野球好きとして知られた小説家の押川春浪が、友人の文芸評論家で、京浜電鉄の電気課長でもあった中沢臨川に「学校以外の公共の運動場を作って、一般人の体育も奨励したい」と酒席で語ったことであり、これを聞いた中沢が社の上層部に掛け合って実現させた。押川によれば、この時中沢は上層部を説得するだけでなく、建設のためにポケットマネーも随分出していたという。
完成した球場では、早稲田など大学の野球部や、押川・中沢らによる社交団体「天狗倶楽部」をはじめとしたアマチュアチームなどが試合を行っていた（当時、プロ野球球団はまだ存在していなかった）。なお、海に近いためグラウンドの質は決して良くはなく、慶應義塾大学野球部が羽田球場で試合を行っていた際、遊撃手の足元付近で地面が動くので、何かと思って見ていればシャコが顔を出した、という話が残されている。
1911年（明治44年）には、翌年に開催されるストックホルムオリンピックの、予選会会場に使用するため、それまで自転車練習場だった場所が400mトラックと競技場に改修される。これは、大日本体育協会の大森兵蔵総務理事が、毎年競技会を開くことを条件に京浜電鉄に認めさせたものであった（ただし、実際にはその後競技会は行われていない）。同年11月18日から11月19日に行われたこの予選会では、陸上短距離走の三島弥彦とマラソンの金栗四三の2人が代表として選出された。
1911年（明治44年）には海水浴場が、1912年（大正元年）には遊園地も造られるなど、レジャー施設として発展していったが、1917年大正6年の高潮災害によって破壊される。中沢らは再建を働きかけたが、それまでが赤字であったことや、上述のとおり競技大会の約束が反故にされたために上層部は動かなかった。ただし、スタンドなどの設備は流出したものの、野球場としての姿は維持していたので、実業団野球などの試合にはその後も使われていた。
1938年（昭和13年）に羽田飛行場の拡張用地として土地が買収され、完全に消滅した。

## 陸上競技場
上述の通り、陸上競技場は海浜沿いの自転車練習場を改修して新設したものである。発足したばかりの大日本体育協会に金はなく、京浜電鉄に建設してもらった。直走路の両端に半円形の曲走路を接続した類楕円形で1周は400m、走路の幅は30尺（≒9.09m）、半円部は当時の欧米の方式に準拠して、外側を高く内側を低くした2尺5寸（≒75.8cm）の傾斜を付けていた。路面は粘土と砂を混合して固め、にがりをまいたもので、スパイクシューズで走るのに適度な硬さとした。しかし、ストックホルムオリンピックの予選会当日は雨で、選手たちの足元は悪く、記録は振るわなかった。
ストックホルムオリンピックの予選会では、100mのみセパレートコースで行われ、200m以上はオープンレーンであった。セパレートコースは石灰でラインを引き、その上に杭を打ちテープを張ってレーンを区切っていた。ロード競技（10000mとマラソン）は、羽田運動場がゴール地点に設定された。フィールド競技（跳躍のみ）も開催された。